# Séisme du 3 janvier 1117 à Vérone
 (avril 2025).
 (avril 2025).
La mise en forme du texte ne suit pas les recommandations de Wikipédia : il faut le « wikifier ».
Les points d'amélioration suivants sont les cas les plus fréquents. Le détail des points à revoir est peut-être précisé sur la page de discussion.
- Les titres sont pré-formatés par le logiciel. Ils ne sont ni en capitales, ni en gras.
- Le texte ne doit pas être écrit en capitales (les noms de famille non plus), ni en gras, ni en italique, ni en « petit »…
- Le gras n'est utilisé que pour surligner le titre de l'article dans l'introduction, une seule fois.
- L'italique est rarement utilisé : mots en langue étrangère, titres d'œuvres, noms de bateaux, etc.
- Les citations ne sont pas en italique mais en corps de texte normal. Elles sont entourées par des guillemets français : « et ».
- Les listes à puces sont à éviter, des paragraphes rédigés étant largement préférés. Les tableaux sont à réserver à la présentation de données structurées (résultats, etc.).
- Les appels de note de bas de page (petits chiffres en exposant, introduits par l'outil «  Source ») sont à placer entre la fin de phrase et le point final[comme ça].
- Les liens internes (vers d'autres articles de Wikipédia) sont à choisir avec parcimonie. Créez des liens vers des articles approfondissant le sujet. Les termes génériques sans rapport avec le sujet sont à éviter, ainsi que les répétitions de liens vers un même terme.
- Les liens externes sont à placer uniquement dans une section « Liens externes », à la fin de l'article. Ces liens sont à choisir avec parcimonie suivant les règles définies. Si un lien sert de source à l'article, son insertion dans le texte est à faire par les notes de bas de page.
- La présentation des références doit suivre les conventions bibliographiques. Il est recommandé d'utiliser les modèles {{Ouvrage}}, {{Chapitre}}, {{Article}}, {{Lien web}} et/ou {{Bibliographie}}. Le mode d'édition visuel peut mettre en forme automatiquement les références.
- Insérer une infobox (cadre d'informations à droite) n'est pas obligatoire pour parachever la mise en page.

Pour une aide détaillée, merci de consulter Aide:Wikification.
Si vous pensez que ces points ont été résolus, vous pouvez retirer ce bandeau et améliorer la mise en forme d'un autre article.
Le séisme de 1117 à Vérone est un tremblement de terre survenu le 3 janvier 1117 à Vérone, capitale de la Marche du même nom du Saint-Empire romain germanique, aujourd'hui en Italie. Avec environ 30 000 morts, il est l'un des plus meurtriers de l'histoire de l'Italie. Il est ressenti de Milan à la mer Adriatique, de la Suisse à l'Apennin du Nord et dans une moindre mesure jusqu'à Pise et en France.
Les destructions les plus importantes se situent à Vérone, en grande partie détruite et dont le plan urbain actuel est un vestige de sa reconstruction, ainsi que dans un secteur délimité au nord par le lac de Garde, à l'est par Padoue, au sud par l'Apennin du Nord et à l'est par Plaisance.
Les sources de l’époque avaient décrit le séisme du 3 janvier 1117 à Vérone comme un seul tremblement de terre dont l’épicentre était situé dans le nord de l’Italie. À ce jour, avec les témoignages et les avancées sismologique on peut conclure qu’il y a eu deux épicentres séparés d'environ 12 à 13 heures, à 320 km l'un de l'autre.
Ce fut calculé avec la méthode de Gasperini et al. [1999] et de Gasperini et Ferrari [2000],. Le premier tremblement de terre, survenu dans la nuit du 3 janvier, vers 02h00-03h00 TU, en Basse-Allemagne, le deuxième tremblement de terre, beaucoup plus fort, s'est produit environ 12-13 heures plus tard dans l'après-midi, vers 1600 LT (environ 1500 UT) du même 3 janvier il a frappé la plaine du Pô, en particulier la plaine de Vérone, le long du cours moyen de l'Adige et pour finir le troisième tremblement de terre a frappé la Toscane, avec probablement son épicentre dans la haute vallée du fleuve Serchio, c'est-à-dire dans la région montagneuse de la Garfagnana.
Ce séisme n’est que le premier d’une série dévastatrice enregistrée dans une vaste zone s'étendant de la Slovénie à la France et du centre de l'Italie à la Basse-Allemagne, de fortes répliques se sont produites tout au long de l'année 1117 : les 12 janvier, 4 juin, 1er juillet, 1er octobre et 30 décembre.

## Vérone

L'Italie entre la plaque africaine et européenne.

Vérone est une ville située dans le nord de l’Italie au pied des monts Lessini sur le fleuve Adige. Sa première trace date de l’épode préhistorique un petit secteur commença à se développer du IVe au IIIe siècle av. J.-C. pour devenir un municipium romain au Ier siècle av. J.-C. Au cours du Ve siècle, elle fut occupée par le roi ostrogoth Théodoric Ier, puis par les Lombards et enfin, en 774, par Charlemagne. Au début du XIIe siècle, devenue commune autonome sous la domination de la famille des Scaliger et, notamment, sous Cangrande Ier.

## Avant le séisme
À la fin du XIIIe siècle, l'Italie comptait près de 200 centres dont la population était égale ou supérieure à 5 000 habitants. • Il y avait 4 « métropoles » : Milan, avec environ 150 000 habitants ; Venise et Florence environ 100 000 ; Gênes avec env. 60 000 habitants. En Europe, seule Paris avait une population comparable aux trois grands centres. Il y avait ensuite un groupe de villes de 40 000 habitants et plus : Vérone, Padoue, Brescia, Crémone, Bologne, Pise, Sienne, Rome, Palerme. En Europe, il n’y avait pas plus de 7 ou 8 villes comparables. Il y avait ensuite un nombre plus important (environ 12) de centres de taille moyenne (entre 20 000 et 40 000 habitants) et une myriade de centres urbains plus petits (comme pour l'Italie uniquement) : env. 60 entre 10 et 20 000 habitants ; plus de 110 entre 5 et 10 000 habitants. En Italie, la population urbaine dépassait globalement les 2 millions et demi d'habitants, approchant peut-être les 3 millions.

## Un séisme en plusieurs secousses
Deux secousses auraient été recensées lors du séisme du 3 janvier 1117. Le premier tremblement de terre a frappé les localités d’Augsbourg, Disibodenberg, Freising, Petershausen (à proximité de Constance), Sankt Blasien et Zwiefalten (dans l'actuelle Allemagne du Sud), Melk et Salzbourg (dans l'actuelle Autriche du Nord) et peut-être Pise (en Toscane, Italie) dans la nuit du 3 janvier 1117, vers 02h00-03h00 TU, Basse-Allemagne. Les textes des analyses se sont basés sur leur connaissance des précédents d’expérience de leur dizaine de tremblements de terre pour donner la classification macrosismique qui prend en compte une gamme de degrés de IV à VIII-IX. Le premier tremblement de terre du 3 janvier 1117 est de degré VII-VIII et M=6,4.

### Deuxième séisme
Environ 12 heures après le premier tremblement de terre le deuxième tremblement de terre survient dans l'après-midi du 3 janvier 1117, vers 1500 TU, Italie du Nord, Basse Vallée de l'Adige. Les dégâts de ce tremblement de terre se situent dans les plaines de la région de Vérone, dans la basse vallée de l'Adige et dans la haute région de l'Émilie (plaine du Pô) ainsi que dans divers endroits de la région transalpine. À l’époque le tremblement de terre était enregistré à une magnitude de 6,5 alors que les experts contemporains le considèrent de magnitude 7.

### Troisième séisme
En ce qui concerne le troisième tremblement de terre, il est arrivé dans l’après-midi du 3 janvier, vers 1500 TU dans la haute vallée du fleuve Serchio (nord-ouest de la Toscane). Dans les environs de Pise, une secousse se fit ressentir à l’heure du premier tremblement de terre. Cette secousse pourrait être une pré-secousse locale ou la perception du premier tremblement de terre. 11 heures après cela un tremblement de terre beaucoup plus fort provoquant l’effondrement de nombreuses tours, bâtiments et clochers sur le territoire de Pise. Plusieurs personnes y ont perdu la vie et les survivants abandonnèrent tout pour s’éloigner de la ville. Cela met en hypothèse la possibilité de plus d’un épicentre pour le grand séisme de 1117.

## Conséquences géographiques et matérielles
En général, les sources contemporaines mentionnent Vérone pour la ville la plus touchée par le séisme, de nombreuses églises de l'époque romane de Vérone ont été gravement endommagées, dont beaucoup n'ont jamais été reconstruites. La ville de Vérone, qui était un centre urbain important à l'époque, a subi des dégâts considérables. Les bâtiments, y compris des églises et des maisons, ont été largement détruits ou endommagés, entraînant la mort de nombreux habitants qui se trouvaient dans ces structures lors de l'effondrement. Avec cela, d’autres localités ont été gravement endommagées dans la basse plaine de la Vénétie ainsi que le long du cours moyen de l'Adige, la région de Brescia et de Crémone et la partie nord de la plaine d'Émilie. Les textes issus du domaine ecclésiastique et monastique témoignent avec précision des effondrements partiels, aux cathédrales de Crémone, Padoue, Plaisance, Parme, Modène et à l'abbaye de Nonantola. Simple petite liste d’exemple de bâtiment détruit à Vérone par le tremblement de terre : l'amphithéâtre romain, où les dégâts étaient concentrés dans l'anneau extérieur ; la basilique de San Zeno, où la partie supérieure de l'édifice s'est effondrée ; la cathédrale , qui aurait subi de graves dommages ; l'église de San Fermo Maggiore, dont le clocher a subi d'importants dommages, à tel point qu'il a dû être démoli par la suite ; l'église de San Fermo Minore, qui a dû être reconstruite et reconsacrée ; l'église de Santa Maria in Organo, où des documents font état de dégâts ; l'église de San Lorenzo, où le tremblement de terre a provoqué de graves effondrements des murs longitudinaux et de moindre ampleur de la façade et de l'abside ; l'église de la Sainte-Trinité à Monte Oliveto ; l'église des Saints-Apôtres, qui présente des traces de reconstruction au cours du XIIe siècle ; l'église de Sant-Elena, où le tremblement de terre a épargné la plupart des structures porteuses ; l'église de San Giovanni in Fonte, qui s'est presque entièrement effondrée ou a au moins subi de graves dommages ; l'église de San Giovanni in Valle, qui a été reconstruite et reconsacrée ; l'église de Santo Stefano, où le tremblement de terre a gravement endommagé la façade, provoqué l'effondrement de l'atrium et de la partie supérieure du transept et produit des dommages plus ou moins importants à la coupole et à l'abside ; l'église de Sant'Eufemia, restaurée et reconsacrée dès 1140 ; l'église de San Giorgio in Braida, où l'évêque s'est consacré aux travaux de reconstruction ; l'église de San Procolo, qui a dû subir d'importants travaux de restauration ; l'église de San Pietro in Castello, qui a été reconstruite.
En plus du territoire véronais avec ses villes très endommagées, Belfiore, Bevilacqua, Bonavigo, Cerea, Cisano, Gazzo, Isola della, Legnago, Marcellise, Pescantina, Rono all’Adige, San Bonifacio, San Floriano, San Giorgio di Valpolicella et Sommacampagna, les évènements ont aussi beaucoup affecté la plaine du Pô surtout en basse Vénétie et la haute Émilie en raison d'une propagation des ondes sismiques. En s'éloignant de Vérone les dommages les plus graves ont été enregistrés sur le territoire émilien où l'abbaye de Nonantola a subi d'importants dommages, à Plaisance, avec l'effondrement total de la cathédrale de Santa Giustina, qui a été entièrement reconstruite à partir de 1122, tandis que des dommages mineurs ont été subis par la basilique de Sant'Antonino, à Rubiera, où l'église paroissiale des Saints Faustino et Giovita a dû être restaurée à la fin de 1117, à Faenza, où la cathédrale et son clocher ont subi des dommages, et à Parme, où l'on se souvient de l'effondrement du dôme de la cathédrale.

### Premier séisme
Pour ce premier tremblement de terre les effets environnementaux en Basse-Allemagne se résument à des glissements de terrain (avec abaissement d'un terrain élevé) ; ou élévation d'un endroit par rapport à un autre dans la zone entre Meersburg et Constance (Allemagne), l’enfoncement du sol, des phénomènes lumineux caractérisés comme « ciels rouges » en Svevia (région située entre la Suisse, la France et l'Allemagne). Des inondations venant de la rivière Mosa situé en Susteren (Hollande, à la frontière entre la Belgique et l'Allemagne) mais aussi des disparitions momentanées, pendant plusieurs heures, des eaux de la rivière Unstrut, dans de larges fissures apparaissant dans le sol comme la rivière Unstrut (effluent de la Saale) en Allemagne de l'Est. Les témoignages retrouvés alors du premier séisme nous ont montré que ce tremblement de terre a causé les dommages les plus graves sur le territoire d'Augsbourg, où le château de Heirenbuch s'est effondré, ainsi que d'autres châteaux, l'effondrement d'une tour a provoqué la mort des personnes qui s'y trouvaient, à l'exception d'un enfant.

### Deuxième séisme
Pour ce deuxième tremblement de terre les effets environnementaux en Italie du Nord et en Basse Vallée de l’Adige se résument à des fissures dans le sol et déracinement d'arbres en Véronèse et dans les alentours, des émissions d'eaux sulfureuses par des fissures dans le sol dans la Vénétie. Des glissements de terrain bloquent depuis plusieurs jours l'écoulement de la vallée de l'Adige, Montée des eaux de la plaine du Pô, ainsi que des débordements des lacs dans les environs.

## Conséquences humaines
Le séisme a entraîné des conséquences d’un point de vue psychologique. «Dans son Histoire de Milan, Landolfo le Jeune (v. 1077‐1137), membre du clergé de l’Église de Milan, rapporte les effets du tremblement de terre de 1117, dont il fut témoin : « Les gens disaient qu’il était tombé du ciel des gouttes de sang, comme de la pluie, qu’ils avaient vu de nombreux prodiges […] et qu’ils avaient entendu des tonnerres souterrains. Et dans cette épreuve divine, même ceux qui semblaient être des prêtres ne savaient pas où fuir.». Tous comme les citoyens les membres de l’Église comme les papes étaient terrorisés par le séisme.
Le séisme a fait un grand nombre de victimes à Vérone et dans ses environs. Selon certaines estimations historiques sur la base des dommages subis par les bâtiments et des sources historiques, 30 000 personnes seraient mortes dans l'ensemble de la région touchée par le tremblement de terre. Toutefois, ce chiffre provient de sources anciennes qui sont parfois exagérées. Les sources contemporaines, comme les chroniques de l'époque, ne précisent pas de chiffres exacts, mais le séisme est clairement décrit comme ayant causé un grand nombre de pertes humaines.
Après le séisme, la région a dû faire face à de graves perturbations sociales et économiques. Les populations touchées ont été confrontées à des migrations, des difficultés dans la reconstruction des infrastructures et des pénuries de ressources. Le processus de reconstruction a pris plusieurs années.

## La reconstruction
Après le séisme, des efforts de reconstruction ont été entrepris, mais ils ont dû s’adapter aux nouvelles réalités géophysiques. L'article "Terremoto di Verona del 1117" détaille comment les efforts de reconstruction ont principalement impliqué les autorités locales et l'Église, qui ont joué un rôle majeur dans le financement et la direction des travaux de réhabilitation de la ville. Ces travaux ont aussi permis de reconstruire des bâtiments publics, des églises et des fortifications. La disparition de la majorité de la ville laisse place à une forte diffusion du style roman, utilisé lors de la reconstruction des églises détruites par le séisme. La crise économique et sociale qui a suivi immédiatement le tremblement de terre à Vérone a permis à une nouvelle classe de citoyens de monter au pouvoir. En très peu de temps, cette classe a réussi à instaurer un gouvernement local autonome et à établir à Vérone l'une des premières municipalités libres d'Italie.